# Pedro Gamarro
Pedro Gamarro est un boxeur vénézuélien né le 8 janvier 1955 à Machiques (État de Zulia) et mort le 7 mai 2019 à Maracaibo (État de Zulia),.

## Carrière
Pedro Gamarro remporte aux Jeux olympiques d'été de 1976 à Montréal la médaille d'argent dans la catégorie poids welters.

## Palmarès

### Jeux olympiques
- Médaille d'argent en -67 kg aux Jeux de 1976 à Montréal (Canada).